# Twierdzenie Lagrange’a (równania kongruencyjne)
Twierdzenie Lagrange’a – twierdzenie teorii liczb dotyczące równań kongruencyjnych następującej treści:
Równanie kongruencyjne
{\displaystyle \sum _{k=0}^{n}a_{k}x^{k}\equiv 0\ ({\mbox{mod }}p),} gdzie {\displaystyle {\mbox{NWD}}(a_{n},p)=1,}
ma co najwyżej {\displaystyle n} rozwiązań modulo {\displaystyle p}.